# Ferenc Szabó (futbolista)
Ferenc Szabó (Alsóújlak, 28 de febrero de 1921 – Budapest, 12 de marzo de 2009) fue un futbolista húngaro que jugó en la posición de defensa y delantero en el Ferencváros TC. 
Entre 1946 y 1952, jugó un total de 199 partidos para el Ferencváros TC (144 en liga, 37 internacionales y 18 amistosos) y marcó 49 goles (25 en liga y 24 en otras competiciones). En 1948-49, consiguió el título de liga, único título en su palmarés.
Tan solo jugó un partido con la selección nacional de Hungría disputado el 23 de mayo de 1948 contra Albania.